# Цинберг, Тамара Сергеевна
Тама́ра Серге́евна Ци́нберг (1908, Санкт-Петербург — 1977, Ленинград) — советский книжный график и писатель.

## Биография
Тамара Сергеевна Цинберг родилась в Санкт-Петербурге в 1908 году в еврейской семье публициста Сергея Цинберга и Розы Владимировны Рабинович (1876—1966). Отец был автором первой истории еврейской литературы на идише. Тамаре с детства прививалось уважительное, трепетное отношение к книге.
В 1929 году Тамара окончила Художественно-промышленный техникум. В девятнадцать лет её избрали депутатом Ленгорсовета. Высшее образование она получила в Москве, где училась в Высшем художественно-техническом институте (1929—1934).
В 1936 году Цинберг вернулась в Ленинград. Молодая художница ищет свой стиль, подбирает адекватные произведению изображения и орнаментальные формы. С самого начала в её творчестве важнейшую роль играет цвет.
На одной из встреч еврейской интеллигенции, которые проходили в доме её отца, Тамара познакомилась с пишущем на идише поэтом Хаимом Соломоновичем Левиным (1907—1942). Нет никаких сведений о том, что они были женаты, но у них был общий сын Эрнест. В начале 1937 года Хаим Левин совершил ледовый рейс на ледоколе «Ермак» в качестве редактора корабельной газеты «Сквозь льды». После рейса он оставил 6 тетрадок путевых дневников.
В 1938 году Сергей Цинберг был арестован. Впоследствии он умер в заключении в лагерной больнице Владивостока.
После начала Ленинградской блокады в 1941 году Тамара Цинберг стала бойцом местной противовоздушной обороны и одновременно занималась художественным оформлением книг. В тот же год Цинберг стала членом графической секции Ленинградской организации Союза советских художников, в которой активно работала все последующие годы. В 1942 году в блокадном городе умер Хаим. Когда Тамаре представилась возможность уехать в эвакуацию, она решила остаться, чтобы следить за архивом отца «Ленинградскую блокаду Роза Вульфовна, Тамара Сергеевна и Эрнест пережили в самом городе. Эрнест Цинберг помнит, как, собираясь в бомбоубежище во время воздушной тревоги, единственное, что брали с собой из ценного, — зашитый в холстину том рукописи „Истории“, который он, тогда ребёнок, нёс в своем рюкзаке». В бомбоубежище Тамара рассказывала Эрнесту чудесные истории о крошечном мальчике Скирли-Мирли. В конце жизни она решила записать эти сказки. В предисловии автор отмечает, что книга о Скирли-Мирли состоит из шести историй: «Золотой медведь», «На перевале», «Птичье королевство», «Белый волк», «Ты рождена на полотне», «Табакерка». Цинберг успела записать две истории, третья осталась недописанной. Сохранились дневники, в которых собраны подготовительные материалы для выступлений. В них излагаются размышления художницы о специфике книжного оформительского искусства. Содержание, общий тон дневников подчёркивают присущее ей прекрасное чувство языка, эрудицию, тонкий вкус.
Цинберг сочиняла стихи. Они автобиографичны, легко соотносятся с поворотными моментами в её личной судьбе. Образы, детали, интонации, ритмы, слова значимы, они передают различные состояния души автора. Философски Цинберг пишет о любви:
Помни, мой милый друг, 

твёрдо и навсегда: 

только из милых рук 

может прийти беда.

Только любимый рот 

может сказав – толкнуть 

в тёмный водоворот, 

в дальний и трудный путь.
Свои литературные пробы Тамара Цинберг публиковать не собиралась. Её сказки и стихи до сих пор недоступны широкому кругу читателей.

## «Седьмая симфония»
В 1964 году Цинберг всё-таки выпустила одно из своих произведений — повесть «Седьмая симфония».
Изначально Цинберг планировала написать сценарий для художественного фильма и первые наброски начала делать ещё в конце войны, часто обсуждая его сюжет с сыном. Один из ведущих мотивов сюжета — сохранение человеческого достоинства несмотря на все лишения и испытания. В доме Цинбергов это чувство воспитывалось ежедневно. Её мать Роза строго следила за тем, чтобы на стол стелилась скатерть и подавались приборы каждый раз, когда семья собиралась обедать студнем из варёного столярного клея. Цинберг написала о том, что ей было известно, выстрадано и преодолено.
В начале 1960-х годов Цинберг отнесла черновик сценария Юрию Герману на отзыв. Сценарий ему понравился. Однако, понимая, что добиться постановки кинофильма будет трудно, Герман посоветовал написать на основе сценария повесть.
В 1964 году книга была опубликована в издательстве «Детгиз». Цинберг посвятила её памяти своего отца.
Хотя книга имела успех (почти сразу же был напечатан дополнительный тираж, а сама Цинберг получала много положительных отзывов и писем от читателей), она не переиздавалась до 2015 года.
В 1966 году по мотивам повести на киностудии «Ленфильм» был снят фильм «Зимнее утро» (Цинберг лично создала его афишу). В 2018 году была выпущена вторая экранизация под названием «Крик тишины».

## Графика и иллюстрации
Имя Тамары Сергеевны Цинберг неразрывно связано с историей ленинградской книжной графики.
«Художник книги, — писала Цинберг в своих заметках, — произведение временно́го искусства — литературу — истолковывает средствами искусства пространственного — книжной графики».

### Ранние работы предвоенных лет
Цинберг была ученицей В. А. Фаворского. В её работах не чувствуется прямого влияния его метода оформления книги, тем не менее, он привил молодой художнице понимание того, что все композиционные элементы книги, все её слагаемые — шрифт, орнамент, иллюстрация, цвет — существуют как единый организм.
Ранним работам Т. С. Цинберг свойственна декоративность, отточенная нарядная графика, насыщенность цветом. Среди них: переплёт к пьесе Б. Джонсона «Эпипсин» (1938) с его серебристо-розовым узором, неожиданно вспыхивающим на чёрном фоне; замысловатый орнамент «Китайских сказок» (1939) с контрастным сочетаниями жёлтого с чёрным; зазывная, весёлая обложка «Петькиного петушка» (1939), где ярко-голубой вятский петушок красуется на звонком красном фоне.
Художественный мир работ Цинберг индивидуален и необыкновенно глубок. В её творчестве находят воплощение традиции русской и европейской графики XVIII и XIX веков, эстетика мирискуснической книги, изящество, сдержанность и лаконичность петербургской—ленинградской школы книжного оформления.
Цинберг работает в Гослитиздате (Ленинградском отделении), Детгизе, Изогизе. Она обращается к детской книге — сказкам, народным преданиям, героическому эпосу, произведениям советских и зарубежных писателей.
Художница использует в оформлении книг сложные декоративные решения. Например, в историческом романе-эпопее «Емельян Пугачёв» В. Я. Шишкова (1940) шрифт стилизован в духе времени. Он близок к наборным шрифтам XVIII века.
Одна из наиболее привлекательных книг этого времени — «Избранные произведения» А. Шенье (1940). Тонкий рисунок переплёта, чередование чёрного и красного, лёгкий по начертанию шрифт, изображение амура, напоминающее античную гемму — композиция, подобная эллинистским творениям, близкая характеру лирики Шенье.

### Работы 1941—1945 года
Книги военных лет несут на себе печать времени. Они строги по ритму и почерку, сдержанны по облику. Среди них — «Душа Ленинграда» В. М. Инбер, стихотворные сборники В. М. Саянова и В. С. Шефнера.
В книге стихов Шефнера «Защита» (1943) особую выразительность обретают рисунок и расстановка букв: вытянутые вверх, приближенные вплотную друг к другу, они напоминают оборонительные рубежи, острые угловые засечки подчёркивают их напряжённость.
В это время Т. С. Цинберг обращается к героическому эпосу, к литературе, запечатлевшей подвиги народа в борьбе за свободу Родины. Изображение старинного оружия становится важным компонентом декорации книги. Оно украшает обложку сборника «Героизм русского народа в пословицах и поговорках» (1943). Торжественная геральдическая графика введена в оформление романа С. Н. Голубова «Багратион» (1944).
Цинберг продолжает заниматься детской литературой. Завораживает тонкий кружевной орнамент обложки рассказа И. С. Тургенева «Бежин луг» (1943). Оформление книги вызывает у читателя ощущение присутствия в атмосфере тургеневского повествования.

### Работы послевоенных лет
В послевоенные годы творчество Т. С. Цинберг набирает силу. Одна из серьёзных работ этих лет — книга Л. Стерна «Жизнь и мнения Тристрама Шенди, джентльмена» (1949). Здесь уже речь идёт о решении книжного ансамбля, о соответствии внешнего декора внутрикнижной оформительской графике. В облике книги строгость сочетается с изысканностью. Это проявляется и в выборе цветового аккорда — чёрное в соединении с голубым и коричневым, — и в мере, весьма ограниченной орнаментального декора. Асимметричный узор переплёта, подчёркнуто плоскостный, варьируется в шмуцтитулах, находит отзвук в рисунке курсивного шрифта, имитирующего свободное письмо с росчерками заглавных букв. Кроме того, буквицы, дополненные штриховкой, в прихотливо изогнутых стойках словно бы повторяют очертания декора концовок, обрамлений шмуцтитулов. Облегчённая декоративность, пластичность формы отражают уникальность, гротескность поэтики Стерна.
Стилистическое единство соблюдается и в издании «Трёх испанских комедий» (1951). Книга привлекает своей насыщенной образностью. На суперобложке зажглись огненные, традиционно испанские цвета — оранжевый и багряно-красный — в сочетании с чёрным узором. Переплёт с конгревным тиснением и декоративными деталями, взятыми из старинной испанской архитектуры, напоминает о её строгом величии. Художница добилась согласованности и пластической целостности слагаемых, формирующих образ книги.
Важную роль в стилевой характеристике играет шрифт. Барочная антиква многократно варьируется в шрифте — прямом и наклонном, строчном и прописном, чёрном и цветном.
Ведущее место в 1950-е годы в творчестве Цинберг занимает детская книга. Художник-оформитель сотрудничала с такими известными иллюстраторами, мастерами ленинградской графики, как В. Д. Двораковский, К. И. Рудаков, А. Ф. Пахомов, В. М. Конашевич, Н. Н. Петрова.
Сборник французских сказок «Как петушок попал на крышу» (1954) с рисунками Петровой — одна из лучших совместных работ, пример гармоничного творческого содружества. Поэтика французских сказок, их изящное лукавство, добродушная весёлость нашли в этой книжке свою образную интонацию. Обложка задаёт тон, вызывает ощущение праздника, игры. Она построена на контрастах красного и переливчатого зелёно-золотистого с чёрным, на чёткой архитектонике подписей, включённых в изображение, на ритме силуэтов. Шрифты близки общему декоративно-изобразительному строю книги. Цвет, рисунок, шрифт выступают в единстве. Цинберг отдаёт предпочтение линии, чётко очерченному контуру, силуэту. В этой книге выражены важнейшие особенности творческого почерка художницы: яркое чувство декоративности, мягкая графическая манера.
Сказочностью пронизано и оформление «Баллад» В. А. Жуковского (1955). Оттенок таинственности, взволнованного чувства, подлинной романтичности, свойственный его поэзии, проступают в каждой детали и в общем строе книги — в чёрно-синем тоне обложки, в очертаниях замка, в острых силуэтах его башен, которым вторят удлинённые, с острыми зубчатыми завершениями буквы, стилизованные в духе готического шрифта.
Богатство и разнообразие оформления присущи работам Цинберг середины 1950-х годов. Этапной стала для неё книга «Поэзия южных и западных славян» (1955). В этом творении звучит вся сила профессионализма и мастерства художницы. Поверх однотонной алой заливки ложится белое кружево узора, что придаёт книге необыкновенную нарядность. Шрифт связан с орнаментом цветом и пространственным решением, он сам становится в какой-то мере орнаментальным. Буквы «прорастают» цветочными гирляндами, их рисунок лёгок и свободен. Книга членится орнаментальными шмуцтитулами и тонко прорисованными заставками. Особенно примечательны заставки. Это маленькие графические натюрморты, составленные из предметов национального быта, народных музыкальных инструментов, оружия.
Изображения мушкетов, пистолей, копий и сабель Цинберг часто включала в декор книги. Старинное оружие она знала досконально и любила его горделивую пластику.

### Работы конца 1950-х — начала 1960-х годов
В этот период в творчестве Цинберг отчётливо проявляются новые черты. Сама манера, сам почерк становятся более свободными, раскованными. Т. С. Цинберг чаще обращается к растительному орнаменту. Она понемногу вводит его в переплёт «Трёх мушкетёров» и «Двадцать лет спустя» А. Дюма, более щедро и многообразно — в книги начала 1960-х годов.
В «Стране Хань» (1959) огненные драконы на ярко-голубом фоне, стилизованный древнекитайский узор создают ощущение динамичности. В самом ритме линий, асимметричности композиции, контрасте шрифта и орнамента ощутимо ви́дение современного художника.
В эти годы наряду с насыщенно-декоративной обложкой появляется лёгкая осветлённая поверхность, где белый цвет бумаги становится функционально выразительным. Всё чаще встречаются свободные курсивы. Примечательно в этом отношении оформление «Сказок, повестей, пьес» Е. Л. Шварца с иллюстрациями Н. Н. Петровой (1960) и «Повести о Гайдне» Н. Л. Дилакторской (1961). Свободные курсивы первой книги как будто подчёркивают детскость, доброту сказок, шрифты второй книги с затейливыми росчерками воссоздают стилистику XVIII века.
Серебро с серым — тональность книги С. Унсет «Кристин, дочь Лавранса». Свечение серебра напоминает свечение средневекового оружия. Узор становится рельефным, обретает выпуклость и глубину.